# Meticonaxius longispina
Meticonaxius longispina is een tienpotigensoort uit de familie van de Micheleidae. De wetenschappelijke naam van de soort is voor het eerst geldig gepubliceerd in 1920 door Stebbing.